# Caiac canoe la Jocurile Olimpice de vară din 2020 - K-1 200 m feminin
Proba feminină de caiac K-1 200 de metri de la Jocurile Olimpice de vară din 2020 a avut loc în perioada 2-3 august 2021 pe Sea Forest Waterway. 
La această probă vor participa 12 echipaje. Dintre acestea, 5 vor fi selectate în urma Campionatului Mondial din 2019. Locurile rămase vor fi distribuite după calificările regionale, precum și după Cupa Mondială din 2020. Dintre cele cinci regiuni, Europa va primi două locuri, iar celelalte vor primi câte unul.

## Program
Orele sunt ora Japoniei (UTC+9) 
| Data                 | Timp | Etapă                         |
| -------------------- | ---- | ----------------------------- |
| Luni, 2 august 2021  | 9:30 | Calificări Sferturi de finală |
| Marți, 3 august 2021 | 9:30 | Semifinale Finala             |

## Rezultate

### Calificări
Primele două canotoare din fiecare serie se califică în semifinale, iar celelalte se califică pentru sferturile de finală.

#### Seria 1
| Loc | Culoar | Canotoare               | Țară          | Timp   | Note |
| --- | ------ | ----------------------- | ------------- | ------ | ---- |
| 1   | 5      | Emma Jørgensen          | Danemarca     | 41,572 | SE   |
| 2   | 4      | Francesca Genzo         | Italia        | 42,198 | SE   |
| 3   | 2      | Anamaria Govorčinović   | Croația       | 42,901 | SF   |
| 4   | 3      | Mariia Kichasova-Skoryk | Ucraina       | 44,564 | SF   |
| 5   | 1      | Khaoula Sassi           | Tunisia       | 45,101 | SF   |
| 6   | 7      | Jade Tierney            | Insulele Cook | 48,271 | SF   |
| 7   | 6      | Amira Kheris            | Algeria       | 48,306 | SF   |

#### Seria 2
| Loc | Culoar | Canotoare           | Țară       | Timp   | Note |
| --- | ------ | ------------------- | ---------- | ------ | ---- |
| 1   | 3      | Dóra Lucz           | Ungaria    | 41,098 | SE   |
| 2   | 5      | Marta Walczykiewicz | Polonia    | 41,100 | SE   |
| 3   | 4      | Linnea Stensils     | Suedia     | 41,109 | SF   |
| 4   | 7      | Ma Qing             | China      | 42,706 | SF   |
| 5   | 1      | Joana Vasconcelos   | Portugalia | 43,059 | SF   |
| 6   | 6      | Léa Jamelot         | Franța     | 43,589 | SF   |
| 7   | 2      | Samaa Ahmed         | Egipt      | 47,272 | SF   |

#### Seria 3
| Loc | Culoar | Canotoare          | Țară           | Timp   | Note |
| --- | ------ | ------------------ | -------------- | ------ | ---- |
| 1   | 5      | Teresa Portela     | Spania         | 40,812 | SE   |
| 2   | 3      | Anna Kárász        | Ungaria        | 41,127 | SE   |
| 3   | 4      | Deborah Kerr       | Marea Britanie | 41,168 | SF   |
| 4   | 7      | Helena Wiśniewska  | Polonia        | 41,407 | SF   |
| 5   | 1      | Andréanne Langlois | Canada         | 41,525 | SF   |
| 6   | 6      | Brenda Rojas       | Argentina      | 43,802 | SF   |
| 7   | 2      | Anne Cairns        | Samoa          | 46,795 | SF   |

#### Seria 4
| Loc | Culoar | Canotoare          | Țară       | Timp   | Note |
| --- | ------ | ------------------ | ---------- | ------ | ---- |
| 1   | 3      | Yin Mengdie        | China      | 41,688 | SE   |
| 2   | 5      | Teresa Portela     | Portugalia | 42,050 | SE   |
| 3   | 6      | Vanina Paoletti    | Franța     | 42,334 | SF   |
| 4   | 4      | Natalia Podolskaya | COR        | 42,845 | SF   |
| 5   | 7      | Yuliia Yuriichuk   | Ucraina    | 43,760 | SF   |
| 6   | 1      | Sara Milthers      | Danemarca  | 43,863 | SF   |
| 7   | 2      | Yuka Ono           | Japonia    | 45,251 | SF   |

#### Seria 5
| Loc | Culoar | Canotoare               | Țară           | Timp   | Note |
| --- | ------ | ----------------------- | -------------- | ------ | ---- |
| 1   | 5      | Lisa Carrington         | Noua Zeelandă  | 40,715 | SE   |
| 2   | 2      | Svetlana Chernigovskaya | COR            | 41,540 | SE   |
| 3   | 4      | Milica Novaković        | Serbia         | 41,579 | SF   |
| 4   | 3      | Emily Lewis             | Marea Britanie | 42,038 | SF   |
| 5   | 6      | Michelle Russell        | Canada         | 42,236 | SF   |
| 6   | 1      | Natalya Sergeyeva       | Kazahstan      | 46,657 | SF   |

### Sferturi de finală
Primele două canotoare din fiecare serie se califică în semifinale, iar celelalte sunt eliminate.

#### Sfertul de finală 1
| Loc | Culoar | Canotoare               | Țară          | Timp   | Note |
| --- | ------ | ----------------------- | ------------- | ------ | ---- |
| 1   | 2      | Andréanne Langlois      | Canada        | 41,728 | SE   |
| 2   | 4      | Ma Qing                 | China         | 42,321 | SE   |
| 3   | 5      | Anamaria Govorčinović   | Croația       | 43,307 |      |
| 4   | 6      | Joana Vasconcelos       | Portugalia    | 43,379 |      |
| 5   | 1      | Sara Milthers           | Danemarca     | 43,675 |      |
| 6   | 3      | Mariia Kichasova-Skoryk | Ucraina       | 44,247 |      |
| 7   | 8      | Samaa Ahmed             | Egipt         | 47,882 |      |
| 8   | 7      | Jade Tierney            | Insulele Cook | 49,290 |      |

#### Sfertul de finală 2
| Loc | Culoar | Canotoare         | Țară      | Timp   | Note |
| --- | ------ | ----------------- | --------- | ------ | ---- |
| 1   | 5      | Linnea Stensils   | Suedia    | 41,313 | SE   |
| 2   | 4      | Milica Novaković  | Serbia    | 41,340 | SE   |
| 3   | 3      | Helena Wiśniewska | Polonia   | 41,559 |      |
| 4   | 7      | Léa Jamelot       | Franța    | 43,338 |      |
| 5   | 2      | Yuliia Yuriichuk  | Ucraina   | 43,871 |      |
| 6   | 6      | Khaoula Sassi     | Tunisia   | 45,809 |      |
| 7   | 1      | Natalya Sergeyeva | Kazahstan | 46,736 |      |
| 8   | 8      | Anne Cairns       | Samoa     | 47.141 |      |

#### Sfertul de finală 3
| Loc | Culoar | Canotoare          | Țară           | Timp   | Note |
| --- | ------ | ------------------ | -------------- | ------ | ---- |
| 1   | 5      | Deborah Kerr       | Marea Britanie | 42,742 | SE   |
| 2   | 2      | Michelle Russell   | Canada         | 42,940 | SE   |
| 3   | 3      | Emily Lewis        | Marea Britanie | 42,945 |      |
| 4   | 4      | Vanina Paoletti    | Franța         | 43,163 |      |
| 5   | 6      | Natalia Podolskaya | COR            | 43,212 |      |
| 6   | 7      | Brenda Rojas       | Argentina      | 44,876 |      |
| 7   | 8      | Yuka Ono           | Japonia        | 45,610 |      |
| 8   | 1      | Amira Kheris       | Algeria        | 49,412 |      |

### Semifinale
Primele patru canotoare din fiecare serie se califică în finala A, iar celelalte în finala B.

#### Semifinala 1
| Loc | Culoar | Canotoare           | Țară          | Timp    | Note |
| --- | ------ | ------------------- | ------------- | ------- | ---- |
| 1   | 3      | Lisa Carrington     | Noua Zeelandă | 38,.127 | FA   |
| 2   | 5      | Emma Jørgensen      | Danemarca     | 38,457  | FA   |
| 3   | 6      | Marta Walczykiewicz | Polonia       | 38,563  | FA   |
| 4   | 4      | Teresa Portela      | Spania        | 38,858  | FA   |
| 4   | 8      | Linnea Stensils     | Suedia        | 38,858  | FA   |
| 6   | 2      | Teresa Portela      | Portugalia    | 39,301  | FB   |
| 7   | 7      | Michelle Russell    | Canada        | 40,224  | FB   |
| 8   | 1      | Ma Qing             | China         | 40,837  | FB   |

#### Semifinala 2
| Loc | Culoar | Canotoare               | Țară           | Timp   | Note |
| --- | ------ | ----------------------- | -------------- | ------ | ---- |
| 1   | 4      | Dóra Lucz               | Ungaria        | 39,713 | FA   |
| 2   | 1      | Deborah Kerr            | Marea Britanie | 39,751 | FA   |
| 3   | 7      | Andréanne Langlois      | Canada         | 39,952 | FA   |
| 4   | 3      | Francesca Genzo         | Italia         | 40,000 | FA   |
| 5   | 5      | Yin Mengdie             | China          | 40,069 | FB   |
| 6   | 8      | Milica Novaković        | Serbia         | 40,257 | FB   |
| 7   | 2      | Svetlana Chernigovskaya | COR            | 40,433 | FB   |
| 8   | 6      | Anna Kárász             | Ungaria        | 40,724 | FB   |

### Finale

#### Finala B
| Loc | Culoar | Canotoare               | Țară       | Timp   | Note |
| --- | ------ | ----------------------- | ---------- | ------ | ---- |
| 10  | 5      | Teresa Portela          | Portugalia | 39,562 |      |
| 11  | 2      | Svetlana Chernigovskaya | COR        | 39,977 |      |
| 12  | 4      | Yin Mengdie             | China      | 40,365 |      |
| 13  | 3      | Michelle Russell        | Canada     | 40,527 |      |
| 13  | 6      | Milica Novaković        | Serbia     | 40,527 |      |
| 15  | 7      | Ma Qing                 | China      | 40,652 |      |
| 16  | 8      | Anna Kárász             | Ungaria    | 41,242 |      |

#### Finala A
| Loc | Culoar | Canotoare           | Țară           | Timp   | Note |
| --- | ------ | ------------------- | -------------- | ------ | ---- |
| 1   | 5      | Lisa Carrington     | Noua Zeelandă  | 38,120 |      |
| 2   | 9      | Teresa Portela      | Spania         | 38,883 |      |
| 3   | 3      | Emma Jørgensen      | Danemarca      | 38,901 |      |
| 4   | 7      | Marta Walczykiewicz | Polonia        | 39,170 |      |
| 5   | 1      | Linnea Stensils     | Suedia         | 39,287 |      |
| 6   | 4      | Dóra Lucz           | Ungaria        | 39,442 |      |
| 7   | 8      | Francesca Genzo     | Italia         | 40,184 |      |
| 8   | 6      | Deborah Kerr        | Marea Britanie | 40,409 |      |
| 9   | 2      | Andréanne Langlois  | Canada         | 40,473 |      |